# Трупіал пломенистий
Трупіа́л пломенистий (Icterus croconotus) — вид горобцеподібних птахів родини трупіалових (Icteridae). Мешкає в Південній Америці.

## Опис

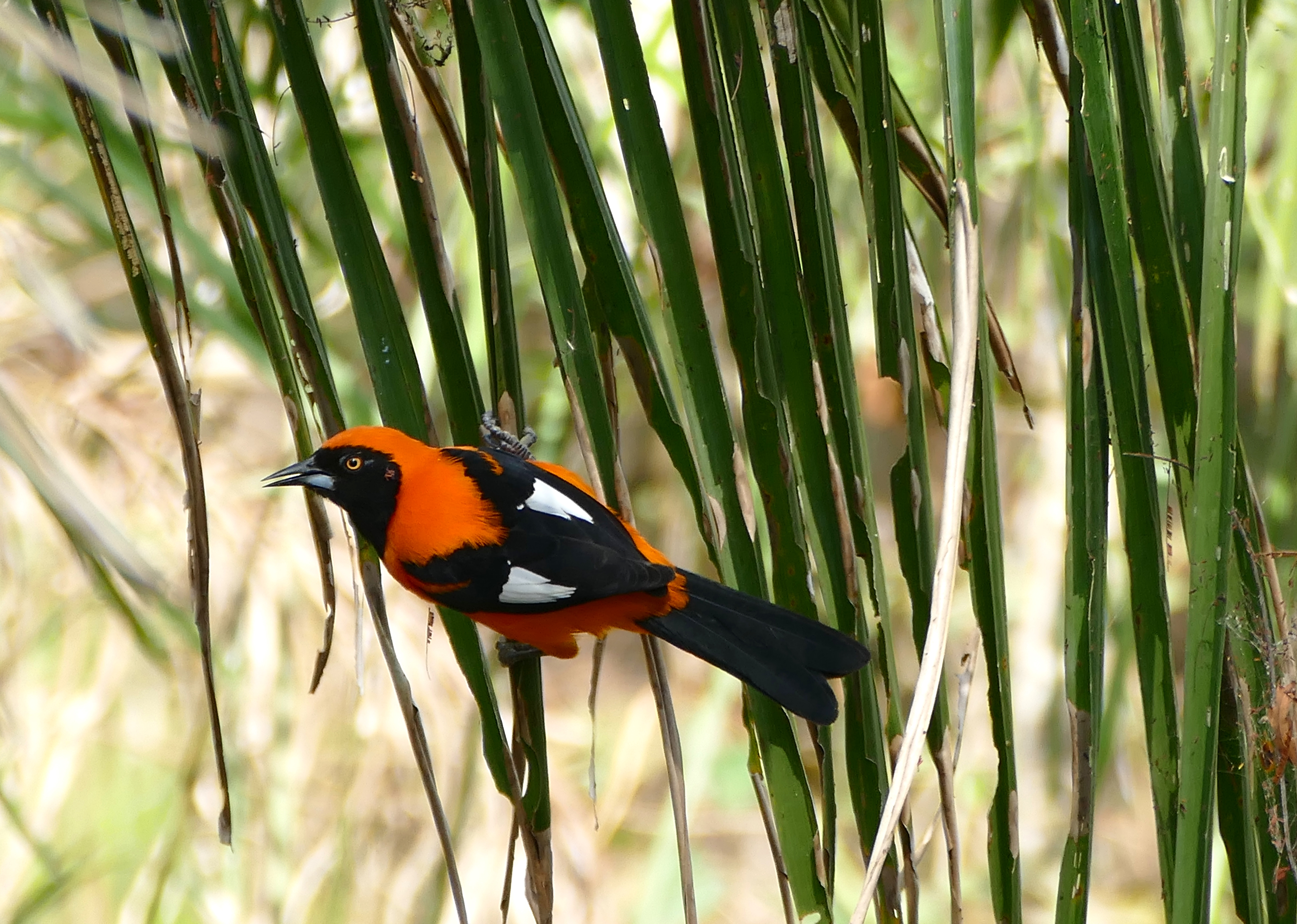
Пломенистий трупіал

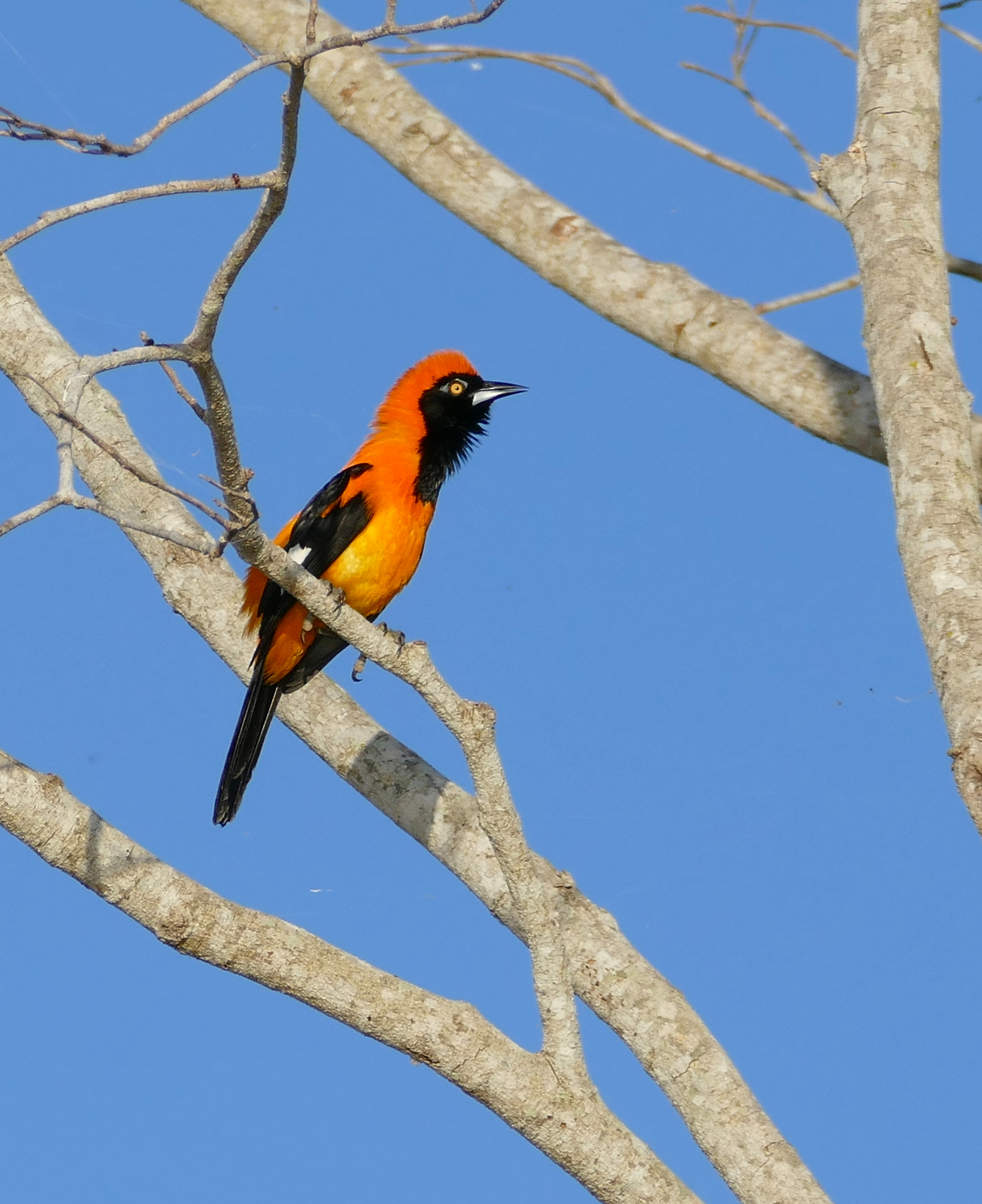
Пломенистий трупіал

Довжина птаха становить 23-23,5 см. Забарвлення переважно яскраво-оранжеве. На обличчі чорна "маска", горло, крила і хвіст чорні. На крилах білі плями, плечі оранжеві, навколо очей плями голої блакитної шкіри. Райдужки оранжеві або жовті, дзьоб зверху чорний, знизу сірий.

## Підвиди
Виділяють два підвиди:
- I. c. croconotus (Wagler, 1829) — від південно-західної Гаяни до північної Бразилії, східного Еквадору і східного Перу (Мадре-де-Дьйос);
- I. c. strictifrons Todd, 1924 — від східної Болівії і Парагваю до південно-західної Бразилії (Мату-Гросу) і північної Аргентини.

## Поширення і екологія
Пломенисті трупіали мешкають в Колумбії, Еквадорі, Перу, Бразилії, Болівії, Гаяні, Аргентині і Парагваї. Вони живуть на узліссях вологих тропічних лісів, в рідколіссях і вторинних заростях. Зустрічаються парами, на висоті до 750 м над рівнем моря. Живляться комахами та іншими безхребетними, а також плодами і нектаром. Сезон розмноження в Колумбії триває у липні-серпні, в Болівії і Парагваї з листопада по березень. На відміну від інших трупіалів, пломенисті трупіали не будують власні гнізда, а захоплюють чужі, розорюючи їх. Зокрема, жертвами пломенистих трупіалів стають жовтохвості касики.